# Enemy Zero
Enemy Zero (エネミー・ゼロ) est un jeu vidéo de type aventure, film interactif et survival horror sorti sur Saturn en 1996. Le jeu a été développé et édité par WARP.
Il a été réédité sur Windows en 1998.

## Système de jeu
En dehors des scènes cinématiques, l'action de Enemy Zero se déroule en vision subjective : elle est composée de sessions en FMV, à l'instar de D, et de séquences d'exploration en temps réel, telles un jeu de tir à la première personne.
La particularité du jeu est que les ennemis sont invisibles, d'où son titre. L'unique façon de les localiser est d'utiliser un détecteur, lequel émet des bips plus ou moins rapides selon l'éloignement de l'extraterrestre, et plus ou moins aigus selon sa position. Préalablement avant tout tir, chaque arme doit être chargée, sachant que la charge prend un certain temps et ne tient que quelques secondes ; de plus, la portée de tir est très limitée. Tous ces facteurs obligent le joueur à être très précis et ont pour but de l'immerger par le stress.

## Développement
Initialement, Enemy Zero était prévu pour être une exclusivité de la PlayStation. Lorsque D, le précédent jeu de WARP, est sorti, Sony a privilégié d'autres titres et les précommandes n'ont pu être honorées, faute d'avoir produit un nombre suffisant de copies ; les conséquences financières ont été désastreuses pour WARP et Kenji Eno, son dirigeant, a décidé de s'en venger. Aussi, celui-ci a dévoilé une vidéo de présentation du jeu, alors presque terminé sur PlayStation, lors d'une conférence organisée par Sony, en prenant soin d'inviter plus de deux cents journalistes ; à la fin de la vidéo, le logo de Sony apparaît mais, à la surprise générale, se transforme en logo « Sega Saturn ». Pour couronner le tout, le vice-président de Sega surgit à l'écran et lance, d'un ton sarcastique : « Welcome to Sega! » (« Bienvenue chez Sega ! »).

## Musiques
La bande-son est composée par Michael Nyman. Lors d'une visite du compositeur anglais au Japon, Kenji Eno l'aurait invité dans sa chambre d'hôtel et supplié durant sept heures de collaborer avec lui sur Enemy Zero. Nyman, exténué, aurait fini par répondre : « Bon d’accord, je vais m’occuper de ta bande-son… mais laisse-moi sortir de cette chambre ! ».

## Réception

### Accueil
Sur Saturn, Enemy Zero est bien accueilli. Jeuxvideo.com définit le titre comme « un des jeux les plus atypiques qui soit » et met en avant ses qualités graphiques, surtout en ce qui concerne les séquences en FMV : « [l]es cinématiques (qui composent une grande partie du jeu), sont tout bonnement ce que l’on a fait de mieux sur la Saturn de Sega. Les personnages sont réussis, les animations criantes de réalisme mais c’est surtout l’attention qui a été accordée aux décors qui force le respect. » ; le site français salue également le travail sonore effectué par l'équipe de Kenji Eno et notamment les musiques, composées par Michael Nyman, qui « sont très réussies et contribuent en grande partie à l’ambiance pesante et angoissante qui accompagne le joueur. ».

### Postérité
En février 2018, le magazine britannique Saturn Power dresse un « top 100 » des jeux Saturn européens et positionne Enemy Zero à la 77e place, derrière True Pinball.

## Distinctions
Enemy Zero obtient le prix du meilleur jeu Saturn à l'E3 1997.